# ドミノ (ローランド・カークのアルバム)
『ドミノ』（Domino）は、アメリカ合衆国のジャズ・ミュージシャン、ローランド・カークが1962年にマーキュリー・レコードから発表したスタジオ・アルバム。

## 解説
オリジナルLP収録曲のうち4曲は、1962年4月18日にニューヨークで録音され、ロイ・ヘインズがドラムスを担当した。なお、カークは同年5月には、ヘインズのリーダー・アルバム『アウト・オブ・ジ・アフタヌーン』の録音に参加している。残りの6曲は9月6日にシカゴで録音され、当時カークが率いていたレギュラー・バンドによる演奏である。
1962年4月17日に行われたセッションにはハービー・ハンコックが参加しており、この日の録音はオリジナルLPには収録されなかったが、2000年にヴァーヴ・レコードから発売された本作のリマスターCD (314 543 833-2)にボーナス・トラックとして収録された。
Lindsay Planerはオールミュージックにおいて5点満点中4.5点を付け「カークが以前に発表した作品も常に、彼の規格外の才能に忠実だったとはいえ、後年のよりアグレッシヴなサウンドと比べると、まだ独創性に欠けていた。彼は『ドミノ』において、その堂々たる存在感の起源を徹底的に明示した」「アルバム全体で明示されているように、カークの曲作りは、より濃密かつ複雑になった」と評している。

## 収録曲
特記なき楽曲はローランド・カーク作。
1. ドミノ - "Domino" (Don Raye, Jacques Plante, Louis Ferrari) - 3:31
2. ミーティング・オン・ターミニズ・コーナー - "Meeting on Termini's Corner" - 3:38
3. タイム - "Time" (Richie Powell) - 3:11
4. ラメント - "Lament" (J. J. Johnson) - 3:37
5. ストリッチ・イン・タイム - "A Stritch in Time" - 5:04
6. 3-イン-1・ウィズアウト・ジ・オイル - "3-In-1 Without the Oil" - 2:31
7. ゲット・アウト・オブ・タウン（「リーヴ・イット・トゥ・ミー」より） - "Get Out of Town from "Leave It to Me"" (Cole Porter) - 4:48
8. ローランド - "Rolando" - 3:44
9. アイ・ビリーヴ・イン・ユー - "I Believe in You" (Frank Loesser) - 4:25
10. E.D. - "E.D." - 2:21

### 2000年リマスターCDボーナス・トラック
1. "Where Monk and Mingus Live"/"Let's Call This" (Roland Kirk/Thelonious Monk) - 4:12
2. "Domino" [alternate version] (D. Raye, J. Plante, L. Ferrari) - 4:07
3. "I Didn't Know What Time It Was" (Lorenz Hart, Richard Rodgers) - 3:15
4. "I Didn't Know What Time It Was" (L. Hart, R. Rodgers) - 2:18
5. "I Didn't Know What Time It Was" (L. Hart, R. Rodgers) - 2:21
6. "Someone to Watch Over Me" [breakdown take] (George Gershwin, Ira Gershwin) - 2:37
7. "Someone to Watch Over Me" (G. Gershwin, I. Gershwin) - 3:38
8. "Termini's Corner" - 2:35
9. "Termini's Corner" [breakdown take] - 2:28
10. "Termini's Corner" - 2:45
11. "Termini's Corner" - 4:10
12. "When the Sun Comes Out" (Harold Arlen, Ted Koehler) - 2:48
13. "When the Sun Comes Out" (H. Arlen, T. Koehler) - 2:05
14. "When the Sun Comes Out" (H. Arlen, T. Koehler) - 2:44
15. "Time Races with Emit" - 0:22

### 日本盤再発CDボーナス・トラック
2002年再発CD (UCCM-9061)、2003年再発CD (UCCU-5116)、2007年再発CD (UCCU-9588)、2011年再発CD (UCCU-6145)に収録。
1. モンク&ミンガス - "Where Monk and Mingus Live"/"Let's Call This" (R. Kirk/T. Monk)
2. ドミノ（別テイク） - "Domino" [alternate version] (D. Raye, J. Plante, L. Ferrari)
3. アイ・ディドント・ノウ・ホワット・タイム・イット・ウォズ - "I Didn't Know What Time It Was" (L. Hart, R. Rodgers)
4. やさしき伴侶を - "Someone to Watch Over Me" (G. Gershwin, I. Gershwin)

## 参加ミュージシャン
- ローランド・カーク - テナー・サクソフォーン、フルート、ノーズ・フルート、マンツェロ、ストリッチ、サイレン、ボーカル
- ヴァーノン・マーティン - ベース
- アンドリュー・ヒル - ピアノ(on #1 - #6)
- ウィントン・ケリー - ピアノ(on #7 - #10)
- ヘンリー・ダンカン - ドラムス(on #1 - #6)
- ロイ・ヘインズ - ドラムス(on #7 - #10)